# Овен Саунд (Онтарио)
Овен Саунд (енгл. Owen Sound) је град у Канади у покрајини Онтарио. Према резултатима пописа 2011. у граду је живело 21.688 становника.

## Становништво
Према резултатима пописа становништва из 2011. у граду је живело 21.688 становника, што је за 0,3% мање у односу на попис из 2006. када је регистровано 21.753 житеља.
| 2006.  | 2011.  | 2016.  |
| ------ | ------ | ------ |
| 21.753 | 21.688 | 21.341 |